# Famille Le Pelley du Manoir
Pour les articles homonymes, voir Familles Le Pelley.
La famille Le Pelley du Manoir ou Le Pelley Dumanoir est une famille française originaire de Granville (Manche), en Normandie. L'un de ses membres a été titré comte en 1814 et un autre vicomte en 1816. Elle compte parmi ses ancêtres des marins et des corsaires.

## Origine
La famille Le Pelley, ou Le Pellé, est originaire du Cotentin et y est très anciennement citée. Elle a possédé les terres et seigneuries de Basse-Lande, Beaujardin, les Fontaines, Fontenelle, Fonteny, Longchamps, les Jonquais ou Jonchères, les Cerisiers, le Manoir, les Monts, Pléville, Verbisson, etc. Ses descendants ont formé de nombreux rameaux qui se distinguèrent entre eux sous le nom de ces terres, joints au nom patronymique de Le Pelley.
En 1439, lors de la fondation d'une forteresse sur le roc de Granville, Hugues Le Pelley fut un des premiers à s'établir dans la cité nouvelle qui s'y forma. En 1445, lorsque Charles VII érigea la nouvelle ville en bourgeoisie et lui octroya de nombreux privilèges, il est cité parmi les habitants notables : sa descendance s'allia à toutes les grandes familles de Granville : Pigeon, Yset, Dry, Le Sauvage, Campion, Le Mengonnet, etc..
Ses descendants portaient dans leurs armoiries une croix cantonnée, au premier et quatrième canton d'une aigle.[réf. nécessaire]
Hugues Le Pelley possédait un domaine dénommé Le Clos Pelley à deux kilomètres sud-est du Cap Fue. En récompense de ses services le roi Charles VII lui donna des armes et le droit d'entourer une partie de son domaine de murailles, de fermer ses cours par une porte de défense et d'élever un colombier. Ceci fut appelé Le Manoir tandis que le reste de la propriété conserva le nom de Clos Pelley. Un descendant d'Hugues Le Pelley fit bâtir sous Charles IX la maison de famille, rue Saint-Jean.

## Histoire
Les Mémoires de la Généralité de Caen, compilés en 1697, par l'intendant Nicolas-Joseph Foucault, d'après les ordres de Louis XIV, s'expriment ainsi, en parlant de Granville : « Les principaux négociants sont le sieur Boisbriand-Levesque, le sieur Dumoncel-Fraslin, le sieur Desmonts-Le Pelley ; les sieurs de la Turbotière, du Clos, de Grandmaison, Yset de Longchamps, de la Rue du Prey, Hugon-Hautehoule, de la Noë-Hugon, Dry de Parisy, des Fontaines, Lemarié des Vagues, etc. Les bâtiments qui vont en Terre-Neuve font sécher leur poisson et vont ordinairement décharger à Marseille et autres ports du Levant... ».
Pierre Le Pelley contribua de ses deniers à la construction du môle de Granville qui ferme l'entrée du port et au développement du port et du commerce maritime. Il prit le titre de seigneur du Manoir après l'achat en 1645 à Michel d'Argouges, seigneur et baron de Granville, de la moitié du manoir que ce dernier possédait à Saint-Nicolas de Granville. Son fils, Pierre, sieur du Manoir, (1630-1680) maire de Granville, acquit du même Michel d'Argouges le 10 février 1674 la seconde partie du manoir et fut l'un des premiers marins qui arma pour la pêche aux bancs de Terre-Neuve. Son fils Jacques, écuyer, garde du corps du roi Louis XIV puis échevin de Granville, se distingua lors du bombardement de Granville en 1695 et laissa quatorze enfants, dont l'un, Hervé, fut l'auteur du rameau de Pléville.
Cette famille a été titrée au XIXe siècle : Pierre Dumanoir Le Pelley (1770-1829) reçoit du roi Louis XVIII lors de la première Restauration le titre de comte héréditaire par lettres patentes du 2 décembre 1814 et son cadet Charles (1776-1821) celui de vicomte héréditaire sous la seconde Restauration par lettres patentes du 5 février 1816,,, titres reconnus par la commission des preuves de l'Association d'entraide de la noblesse française le 17 décembre 1949.
Cette famille compte parmi ses membres des officiers au sein de la marine française : vice-amiral, contre-amiral, capitaine de vaisseau, capitaine de frégate, enseigne de vaisseau. L'un fut sénateur et ministre de la marine,. Mais également des officiers dans les autres armes, entre autres Jacques Le Pelley. Des chevaliers de Saint-Louis, de la Légion d'honneur (un grand-croix et un commandeur à la fondation de l'Ordre).
Le nom de la famille évolue au cours des siècles pour se stabiliser en « Le Pelley Dumanoir ».

## Filiation
- Pierre Le Pelley ( -1654), sieur des Fontenelles, épouse en 1616 Marie Courraye ( -1654)
  - Pierre Joseph Le Pelley Dumanoir[Note 3] (1630-1680), sieur du Manoir, armateur, maire de Granville, épouse en 1656 Pierette Yset
    - Jacques Le Pelley Dumanoir[Note 4] (1658-1726), sieur du Manoir, écuyer, garde du corps du roi Louis XIV, échevin et gouverneur de Granville,
      - épouse en premières noces en 1681, Élisabeth Françoise Le Sauvage de Vaufévrier (...-1687)[Note 4]
        - Pierrette Le Pelley (1683-1690)
        - Nicolas Le Pelley (1685-1733), sieur du Manoir, cornette au régiment du roi-cavalerie, épouse en 1711 Marie Boisard
          - Guillaume Le Pelley (1716-...), prêtre et chanoine
          - Marie Pierrette Le Pelley (1718-...)
          - Anne René Le Pelley (1720-...)
          - Barthélémy Le Pelley (1721-...)
          - Angélique Jean Baptiste (1725-...)
          - François Nicolas Le Pelley (1737-1735)

        - Pierre Le Pelley (1687-1687)

      - épouse en secondes noces en 1712, Anne Françoise de La Pigannière[Note 4]
        - Jean François Le Pelley (1689-...), curé de Granville
        - Pierre Robert Le Pelley[Note 11] (1690-av. 1765), sieur de Fontenelles et du Manoir, écuyer, capitaine d'infanterie, épouse Marie Guyone Gigeon de Kermain
          - Louis Pierre Étienne Le Pelley[Note 12] (1733-1807), sieur des Fontenelles et du Manoir, capitaine corsaire, épouse en 1765 Jeanne Élisabeth Lucas de Lezeaux
            - Pierre Étienne René Marie Dumanoir Le Pelley[Note 7] (1770-1829), comte, officier de Marine (contre-amiral), député de la Manche en 1815 (sans descendance)
            - Charles Marie Jean Armand Le Pelley Dumanoir[Note 8] (1776-1821), vicomte, officier de Marine (capitaine de frégate) épouse en 1818 Marie Françoise Devoize (1791-1881)
              - Jacques Romain Henri Armand Le Pelley Dumanoir[Note 13] (1819-1882), juge au tribunal civil de Bourgoin, puis de Grenoble, épouse en 1857 Marie Louise Alexandrine Jullien (1828-1879)
                - Henriette Marie Le Pelley Dumanoir (1858-1936) épouse en 1881 Fernand Charles Durand du Repaire (1847-...)
                - Antoinette Marie Marthe Le Pelley Dumanoir (1861-1878)
                - Mathieu Jules Marie René Le Pelley Dumanoir[Note 14] (1863-1924), vicomte, épouse en 1890 Jeanne Gabrielle Marguerite Marie Compte de Tallobre (1868-1938)
                  - René Fernand Marie Le Pelley Dumanoir (1891-1933), vicomte, épouse en 1927 Henriette Maria Delrue (1900-1992)
                    - Yves René Marie Le Pelley du Manoir (1928-2000) épouse en 1955 Anne Sylvie de Crevoisier de Vomécourt (1934-2023)
                      - Olivier du Manoir
                      - Florence du Manoir
                      - Véronique du Manoir épouse Miguel Marquez Tavella

                    - Yolande Thérèse Marie Le Pelley du Manoir (1928-1993)
                    - Jeanne Marguerite Louise Le Pelley du Manoir (1930-1999) épouse en 1962 Bernard Thierry Michel Deloffre (1935-2015)
                    - Georgette Fanny Marie Le Pelley du Manoir (1933-2019) épouse en 1968 Jean Claude Gaston André Marie Menut (1940-2015)

                  - Yolande Marthe Marie Le Pelley Dumanoir (1892-1898)
                  - Yvonne Mathilde Marie Le Pelley Dumanoir (1894-1896)
                  - Jeanne Édithe Le Pelley Dumanoir (1894-1896)
                  - Georges Henri Marie Le Pelley Dumanoir (1897-1992)
                  - Guy Pierre Noël Le Pelley Dumanoir (1900-1997) épouse en 1951 Olga Todorovic (1912-1990)
                  - Alain Alphonse Marie Le Pelley Dumanoir (1902-1959) épouse en 1953 Marie Thérèse Cécile Le Borgne (1903-1977)
                  - Yves Franz Loÿs Marie Le Pelley Dumanoir, dit « Yves du Manoir » (1904-1928)
                  - Christiane Odette Alix Anny Le Pelley Dumanoir (1909-1943) épouse en 1935 Claude Eugène Jacques Lamort de Gail (1906-1944)
                    - Dominique Lamort de Gail épouse Francine Tison
                    - Patrick Lamort de Gail épouse Béatrice de La Taste
                    - France Lamort de Gail épouse Jean-François Magnan

                  - Geneviève Claire Berthe Le Pelley Dumanoir (1912-1940) épouse en 1937 Guillaume Marie Elie Bertrand de Rivals-Mazères (1908-2001)
                    - François de Rivals-Mazères (1938-2022) épouse en 1963 Geneviève Marret
                    - Bertrand de Rivals-Mazères (1940-1983) épouse en 1964 France de Guillebon

                - Henri Marie Georges Le Pelley Dumanoir (1863-1922), vicomte, épouse en 1894 Marie Louise Clémence Julie Mélisse Guyot (1871-1953)
                  - Germaine Le Pelley Dumanoir (1906-1986)
                    - épouse en premières noces en 1925, Marie Louis Alfred Xavier de Pomyers (1896-1966)
                    - épouse en secondes noces en 1948, Antoine Georges Espona (1906-1978)

                  - Charles Marie Armand Le Pelley Dumanoir (1908-1978), vicomte, épouse en 1930 Marguerite Marie Thérèse Chantal Ajasson de Grandsagne (1910-1998)
                    - Christian Marie Lionel Le Pelley Dumanoir (1932-2022), vicomte, épouse en 1956 Denyse Simone Jacqueline Louppe
                    - Chantal Mercedes Hélène Le Pelley Dumanoir (1936-2018) épouse en 1958 Olivier Geoffroy Paul Georges de La Roche-Kerandraon (1931-2002)
                    - Milène Marie Gilberte Le Pelley Dumanoir (1938-2017) épouse en 1965 Jean Marie Barthélémy
                    - Bernadette Le Pelley Dumanoir (1940-...) épouse en 1961  Renaud de La Taille-Lolainville
                    - Nadine Le Pelley Dumanoir (1941-...) épouse en 1970 Dominique Arnaud
                    - Edith Le Pelley Dumanoir (1944-...) épouse en 1968 Arnaud de Bourdoncle de Saint-Salvy
                    - Jacqueline Marie Denyse Le Pelley Dumanoir (1946-...) épouse en 1969 Bertrand de Bourdoncle de Saint-Salvy
                    - Sophie Le Pelley Dumanoir (1954-...) épouse en 1977 Nicolas Moreau

              - Charles René Auguste Le Pelley Dumanoir (1821-1859)

            - Anne Marie Le Pelley Dumanoir épouse Clair Pierre Antoine Le Boucher Duvigny
            - Henriette Marie Le Pelley Dumanoir (1785-...) épouse Jacques Antoine Daguenet de Hautelande

          - Hyacinthe (1738-...) Le Pelley
          - Pierre Barthélémy Le Pelley
          - Marie Le Pelley

        - Gilles Jacques Le Pelley (1693-...)
        - Pierrette Le Pelley (1694-...)
        - René Le Pelley (1695-1773), curé de Granville
        - Jean Le Pelley (1696-...)
        - Hervé Le Pelley[Note 6] (1699-1739), sieur de Pléville, capitaine de navire,
          - épouse en premières noces en 1725, Jeanne Julienne Belliard du Saussay
            - Georges René Le Pelley de Pléville[Note 10] (1726-1805), dit le corsaire à la jambe de bois, vice-amiral, épouse en 1757 Ursule de Rambaud(1738-1780)[8]
              - Jean René Pléville Le Pelley (1756-1783), lieutenant de vaisseau (sans descendance)
              - Marie Thérèse Le Pelley(1757-1842) épouse en 1777 Claude Luc Laugier (1759-1835)[8]
              - Thérèse Le Pelley épouse en 1787 François de Viefville

            - Jeanne Yvonne Le Pelley (1727-1729)
            - Nicolas Le Pelley (1729-1734)
            - Jeanne Pierrette Louise Le Pelley (1732-...) épouse Jean Ganne de Beaucoudray
            - Marie Le Pelley épouse Pierre François Jourdan de La Passardière

          - épouse en secondes noces en 1733, Marie Le Virais
            - (sans descendance)

        - Marguerite Charlotte Le Pelley (1700-...)
        - Jeanne Françoise Le Pelley (1702-...)
        - Jacques Le Pelley (1702-...)
        - Jacques Claude Le Pelley (1705-...)

    - Jeanne Le Pelley (1661-...)

  - Thomas Le Pelley (1634-...)
  - Jean Le Pelley (1638-...)
  - Jullien Le Pelley (1639-...)
  - Jeanne Le Pelley
  - Marie Le Pelley
  - Ollive Le Pelley

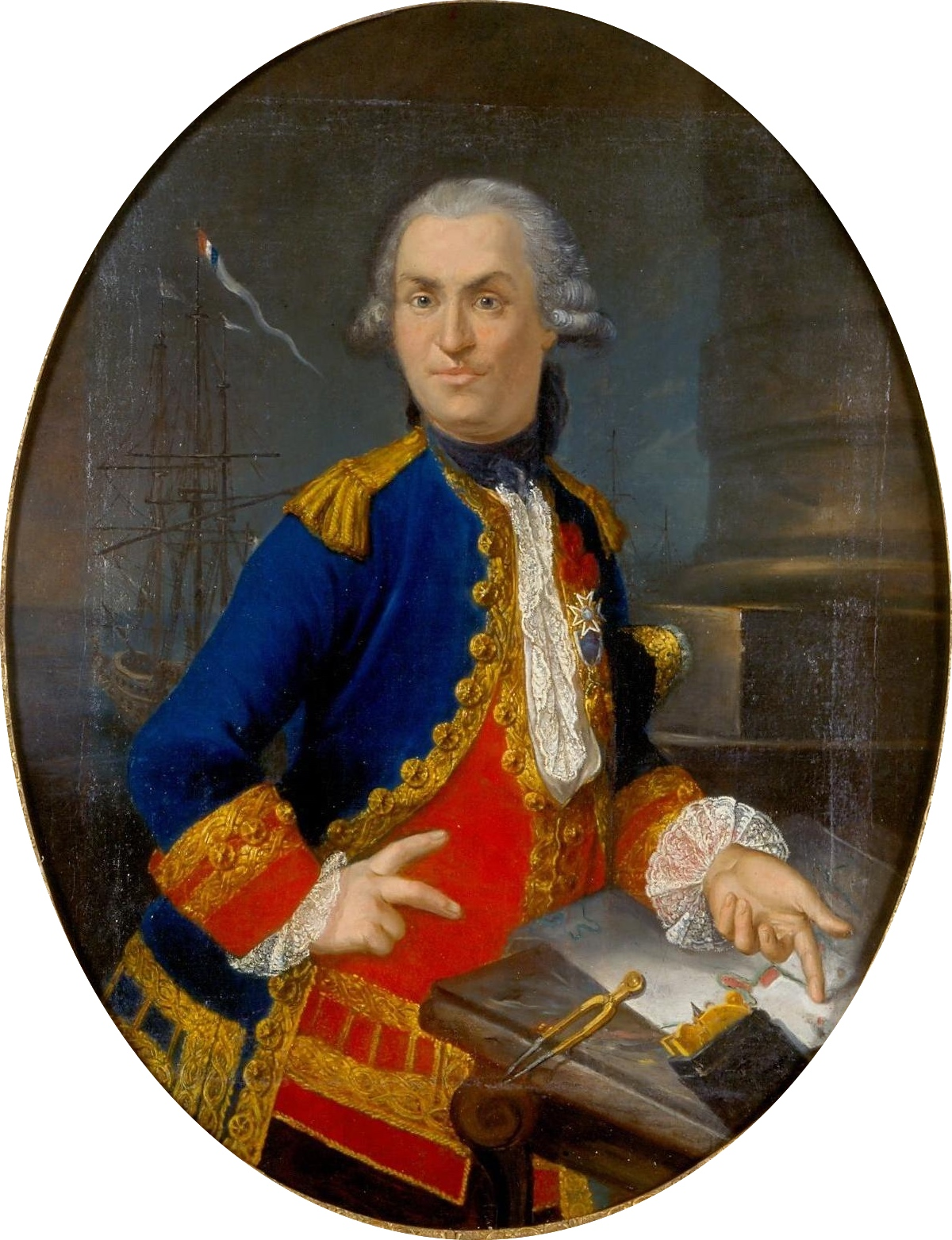
Georges René Le Pelley de Pléville (1726-1805)
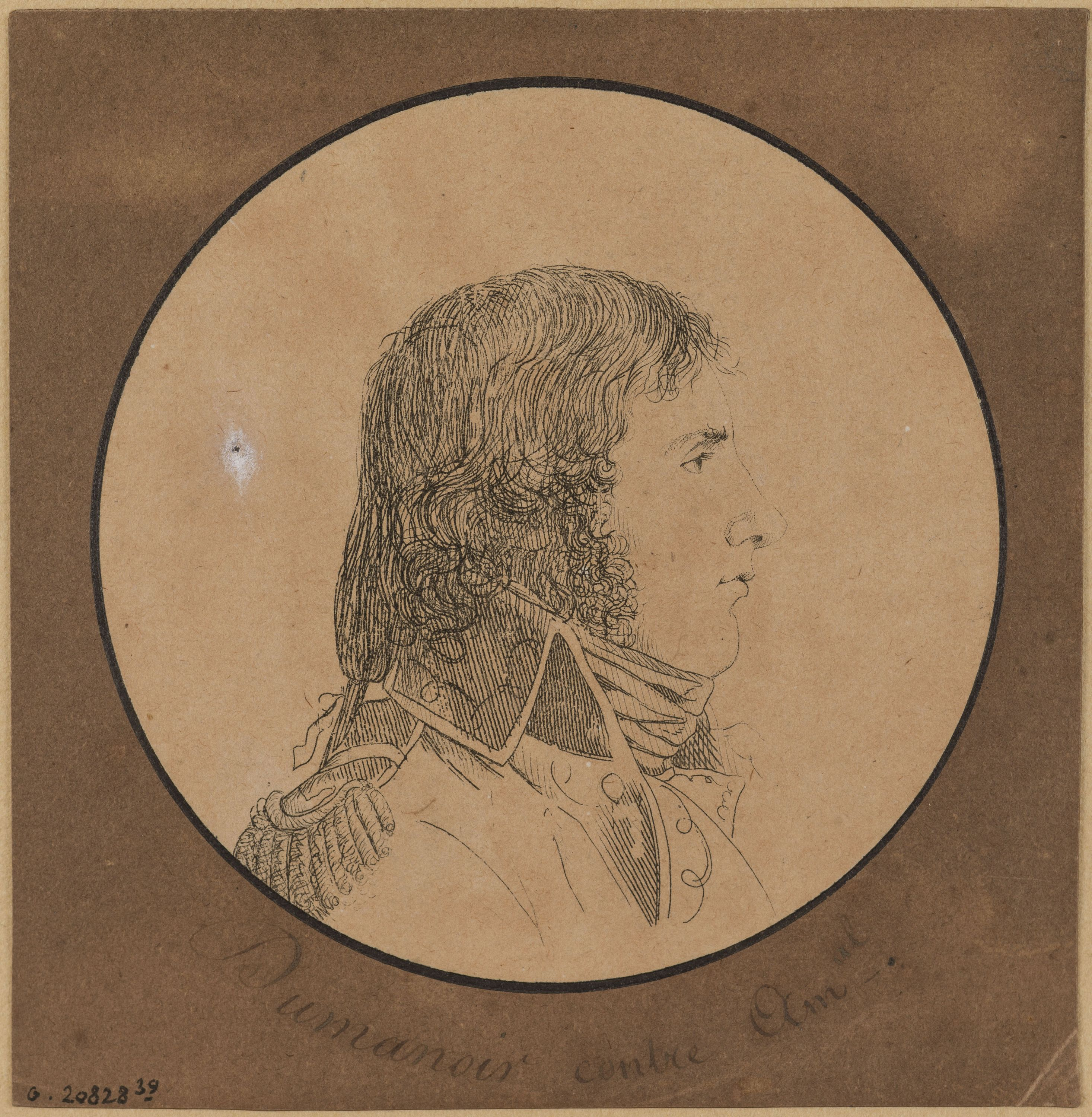
Pierre Dumanoir Le Pelley (1770-1829)
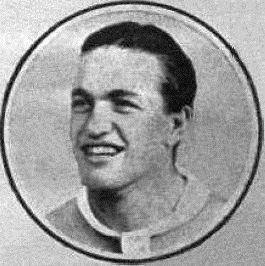
Yves Le Pelley du Manoir, dit Yves du Manoir (1904-1928)

## Armes
- D'azur à la croix d'argent, cantonnée aux 1 et 4 d'une aigle éployée d'or et aux 2 et 3 d'une étoile d'argent[5],[9]